# Podsumowanie startów zespołu March w Formule 1
W 1969 roku Max Mosley, Alan Rees, Graham Coaker i Robin Herd utworzyli zespół March. Głównym celem zespołu było stanie się efektywnym producentem samochodów wyścigowych dla klientów, którzy używali silników Cosworth DFV i skrzyń biegów Hewland. Każdy z czterech założycieli miał określone pole działania: Mosley zajmował się komercyjną stroną biznesu, Herd stworzył projekt, Rees kierował zespołem March, a Coaker nadzorował produkcję. W 1970 roku został zbudowany bolid Formuły 3, po czym w 1970 roku zbudowano Marcha 701 i zgłoszono go do Formuły 1. Bolid był używany przez Chrisa Amona oraz Jo Sifferta z fabrycznego zespołu, Jackiego Stewarta, Johnny’ego Servoza-Gavina i François Ceverta z Tyrrell Racing Organisation, Mario Andrettiego z STP Corporation, Ronniego Petersona z Antique Automobiles Racing Team i Colin Crabbe Racing oraz Hubert Hahne z jego prywatnego zespołu. March zadebiutował w Formule 2 i Can-Am, po czym z zespołu odszedł Coaker. Firma straciła trzeciego założyciela, gdy Rees przeniósł się do Shadow Racing Team. Po sezonie 1977 roku Herd i Mosley stwierdzili, że dalszy byt zespołu nie ma sensu, dlatego wycofali go, a własność teamu została sprzedana Güntherowi Schmidtowi z ATS. Mosley opuścił firmę, by skoncentrować się na działalności w FOCA. W 1981 roku Herd podjął częściowe działania, by przywrócić zespół do Formuły 1 wspólnie z RAM Automotive. W 1986 roku Herd wprowadził akcje Marcha na giełdę papierów wartościowych w Londynie i zdecydował się powrócić do Formuły 1 w 1987 roku z nowym programem współpracy z projektantem Gordonem Coppuckiem, dostawcą silników Fordem i głównym sponsorem Leyton House. W sierpniu na stanowisko projektanta został zatrudniony Adrian Newey, który wcześniej pracował dla Marcha poza F1. March miał problemy finansowe, dlatego zatrudnił Rona Tauranaca by ten wzmocnił rynek kliencki. Herd stracił funkcję prezesa i przekazał zespół Johnowi Cowenowi. Na początku 1989 roku firma mogła zostać zajęta przez zarząd komisaryczny, ale szef Leyton House Akira Akagi kupił zespół w Formule 1 (w dwóch kolejnych latach startował jako Leyton House) i Formule 3000 oraz tunel aerodynamiczny. Pod koniec roku Herd opuścił Marcha. W 1999 roku Herd z dawnym właścicielem Onyx Grand Prix, Mikiem Earlem ogłosił plany powrotu zespołu March do Formuły 1. Nie doszło do tego z powodu braków budżetowych. Podobne plany March przedsięwziął w 2009 roku, ale ponownie nie został dopuszczony do startów w Formule 1.

## Wyniki
Jako konstruktor samochodów pierwsze zwycięstwo March odniósł w Grand Prix Hiszpanii w 1970 roku, kiedy to w bolidzie March 701 triumfował Jackie Stewart ścigający się dla Tyrrell Racing Organisation. Do 1978 roku March dostarczał również swoje samochody zespołom klienckim, z których największe sukcesy odnosił Tyrrell Racing Organisation, raz zwyciężając i trzy razy zdobywając podium i pole position w 1970 roku. Dla zespołu fabrycznego po raz pierwszy zwyciężył Vittorio Brambilla w bolidzie March 751 w przerwanym z powodu deszczu Grand Prix Austrii w 1975 roku. Fabryczny zespół najwyższą pozycję w klasyfikacji generalnej osiągnął w debiutanckim sezonie 1970, kiedy to wywalczył trzecie miejsce. Z kolei w latach 1977–1978 i 1981–1982 bolidy Marcha nie zdobyły ani jednego punktu.
| Legenda oznaczeń w tabelach wyników Wyświetl szablon na nowej stronie | Legenda oznaczeń w tabelach wyników Wyświetl szablon na nowej stronie                                                                     |
| Oznaczenie                                                            | Wyjaśnienie |
| --------------------------------------------------------------------- | --- |
| Złoty                                                                 | Zwycięzca lub mistrzostwo |
| Srebrny                                                               | 2. miejsce lub wicemistrzostwo |
| Brązowy                                                               | 3. miejsce lub II wicemistrzostwo |
| Zielony                                                               | Ukończył, punktował (w klasyfikacji generalnej, gdy zdobył co najmniej jeden punkt na przestrzeni sezonu, poza trzema powyższymi opcjami) |
| Niebieski                                                             | Ukończył, nie punktował (w klasyfikacji generalnej, gdy nie zdobył co najmniej jednego punktu na przestrzeni sezonu)                      |
| Czerwony                                                              | Nie zakwalifikował się (NZ) |
| Czerwony                                                              | Nie prekwalifikował się (NPK) |
| Różowy                                                                | Nie ukończył (NU) |
| Różowy                                                                | Niesklasyfikowany (NS) (w klasyfikacji generalnej, gdy nie został sklasyfikowany w żadnym wyścigu sezonu)                                 |
| Czarny                                                                | Zdyskwalifikowany (DK) |
| Czarny                                                                | Wykluczony (WYK/EX) |
| Biały                                                                 | Nie wystartował (NW) |
| Biały                                                                 | Kontuzjowany (K/INJ) |
| Biały                                                                 | Wyścig odwołany (OD/C) |
| Bez koloru                                                            | Został wycofany (WYC/WD) |
| Bez koloru                                                            | Nie przybył (NP/DNA) |
| Bez koloru                                                            | Nie brał udziału w treningach (NT/DNP) |
| Bez koloru                                                            | Nie został zgłoszony (–) |
| Pogrubienie                                                           | Start z pole position |
| Kursywa                                                               | Najszybsze okrążenie wyścigu |
| †                                                                     | Nie ukończył, ale jego rezultat został zaliczony ze względu na przejechanie więcej niż 90% dystansu wyścigu.                              |
| *                                                                     | Sezon w trakcie |
| 1/2/3                                                                 | Punktowana pozycja w sprincie kwalifikacyjnym                                                                                             |
| Lista systemów punktacji Formuły 1                                    | |

Tabela przedstawia wyniki fabrycznego zespołu Marcha oraz zespołów, które korzystały z samochodów March. W nawiasie wskazano całkowitą liczbę punktów uzyskaną w sezonie, jeśli różniła się od liczby punktów, które dany kierowca uzyskał w Marchu.
| Sezon | Zespół                             | Silnik     | Kierowcy            | Wyniki w poszczególnych eliminacjach | Wyniki w poszczególnych eliminacjach | Wyniki w poszczególnych eliminacjach | Wyniki w poszczególnych eliminacjach | Wyniki w poszczególnych eliminacjach | Wyniki w poszczególnych eliminacjach | Wyniki w poszczególnych eliminacjach | Wyniki w poszczególnych eliminacjach | Wyniki w poszczególnych eliminacjach | Wyniki w poszczególnych eliminacjach | Wyniki w poszczególnych eliminacjach | Wyniki w poszczególnych eliminacjach | Wyniki w poszczególnych eliminacjach | Wyniki w poszczególnych eliminacjach | Wyniki w poszczególnych eliminacjach | Wyniki w poszczególnych eliminacjach | Wyniki w poszczególnych eliminacjach | Wyniki kierowców | Wyniki kierowców | Wyniki konstruktora | Wyniki konstruktora |
| Sezon | Zespół                             | Silnik     | Kierowcy            |                                      | Hiszpania                            | Monako                               | Belgia                               | Holandia                             | Francja                              | Wielka Brytania                      | Niemcy                               | Austria                              | Włochy                               | Kanada                               | Stany Zjednoczone                    | Meksyk                               |                                      |                                      |                                      |                                      | Pkt.             | Msc.             | Pkt.                | Msc.                |
| ----- | ---------------------------------- | ---------- | ------------------- | ------------------------------------ | ------------------------------------ | ------------------------------------ | ------------------------------------ | ------------------------------------ | ------------------------------------ | ------------------------------------ | ------------------------------------ | ------------------------------------ | ------------------------------------ | ------------------------------------ | ------------------------------------ | ------------------------------------ | ------------------------------------ | ------------------------------------ | ------------------------------------ | ------------------------------------ | ---------------- | ---------------- | ------------------- | ------------------- |
| 1970  | March Engineering                  | Ford       | Chris Amon          | NU                                   | NU                                   | NU                                   | 2                                    | NU                                   | 2                                    | 5                                    | NU                                   | 8                                    | 7                                    | 3                                    | 5                                    | 4                                    |                                      |                                      |                                      |                                      | 23               | 8                | 48                  | 3                   |
| 1970  | March Engineering                  | Ford       | Jo Siffert          | 10                                   | NZ                                   | 8                                    | 7                                    | NU                                   | NU                                   | NU                                   | 8                                    | 9                                    | NU                                   | NU                                   | 9                                    | NU                                   |                                      |                                      |                                      |                                      | 0                | 26               | 48                  | 3                   |
| 1970  | Tyrrell Racing Organisation        | Ford       | Jackie Stewart      | 3                                    | 1                                    | NU                                   | NU                                   | 2                                    | 9                                    | NU                                   | NU                                   | NU                                   | 2                                    | –                                    | –                                    | –                                    |                                      |                                      |                                      |                                      | 25               | 5                | 48                  | 3                   |
| 1970  | Tyrrell Racing Organisation        | Ford       | Johnny Servoz-Gavin | NU                                   | 5                                    | NZ                                   | –                                    | –                                    | –                                    | –                                    | –                                    | –                                    | –                                    | –                                    | –                                    | –                                    |                                      |                                      |                                      |                                      | 2                | 21               | 48                  | 3                   |
| 1970  | Tyrrell Racing Organisation        | Ford       | François Cevert     | –                                    | –                                    | –                                    | –                                    | NU                                   | 11                                   | 7                                    | 7                                    | NU                                   | 6                                    | 9                                    | NU                                   | NU                                   |                                      |                                      |                                      |                                      | 1                | 22               | 48                  | 3                   |
| 1970  | STP Corporation                    | Ford       | Mario Andretti      | NU                                   | 3                                    | –                                    | –                                    | –                                    | –                                    | NU                                   | NU                                   | NU                                   | –                                    | –                                    | –                                    | –                                    |                                      |                                      |                                      |                                      | 4                | 15               | 48                  | 3                   |
| 1970  | Antique Automobiles Racing Team    | Ford       | Ronnie Peterson     | –                                    | –                                    | 7                                    | NS                                   | –                                    | –                                    | –                                    | –                                    | –                                    | –                                    | –                                    | –                                    | –                                    |                                      |                                      |                                      |                                      | 0                | 27               | 48                  | 3                   |
| 1970  | Colin Crabbe Racing                | Ford       | Ronnie Peterson     | –                                    | –                                    | –                                    | –                                    | 9                                    | NU                                   | 9                                    | NU                                   | –                                    | NU                                   | NS                                   | 11                                   | –                                    |                                      |                                      |                                      |                                      | 0                | 27               | 48                  | 3                   |
| 1970  | Hubert Hahne                       | Ford       | Hubert Hahne        | –                                    | –                                    | –                                    | –                                    | –                                    | –                                    | –                                    | NZ                                   | –                                    | –                                    | –                                    | –                                    | –                                    |                                      |                                      |                                      |                                      | 0                | NS               | 48                  | 3                   |
| 1971  |                                    |            |                     |                                      |                                      | Monako                               | Holandia                             | Francja                              | Wielka Brytania                      | Niemcy                               | Austria                              | Włochy                               | Kanada                               | Stany Zjednoczone                    |                                      |                                      |                                      |                                      |                                      |                                      | Pkt.             | Msc.             | Pkt.                | Msc.                |
| 1971  | STP March Racing Team              | Ford       | Ronnie Peterson     | 10                                   | NU                                   | 2                                    | 4                                    | –                                    | 2                                    | 5                                    | 8                                    | 2                                    | 2                                    | 3                                    |                                      |                                      |                                      |                                      |                                      |                                      | 33               | 2                | 33                  | 4                   |
| 1971  | STP March Racing Team              | Ford       | Alex Soler-Roig     | NU                                   | NU                                   | NZ                                   | NU                                   | NU                                   | –                                    | –                                    | –                                    | –                                    | –                                    | –                                    |                                      |                                      |                                      |                                      |                                      |                                      | 0                | NS               | 33                  | 4                   |
| 1971  | STP March Racing Team              | Ford       | Nanni Galli         | –                                    | –                                    | –                                    | –                                    | NW                                   | 11                                   | –                                    | –                                    | NU                                   | 16                                   | NU                                   |                                      |                                      |                                      |                                      |                                      |                                      | 0                | 28               | 33                  | 4                   |
| 1971  | STP March Racing Team              | Ford       | Niki Lauda          | –                                    | –                                    | –                                    | –                                    | –                                    | –                                    | –                                    | NU                                   | –                                    | –                                    | –                                    |                                      |                                      |                                      |                                      |                                      |                                      | 0                | NS               | 33                  | 4                   |
| 1971  | STP March Racing Team              | Ford       | Mike Beuttler       | –                                    | –                                    | –                                    | –                                    | –                                    | –                                    | –                                    | –                                    | –                                    | NS                                   | –                                    |                                      |                                      |                                      |                                      |                                      |                                      | 0                | NS               | 33                  | 4                   |
| 1971  | STP March Racing Team              | Alfa Romeo | Ronnie Peterson     | –                                    | –                                    | –                                    | –                                    | NU                                   | –                                    | –                                    | –                                    | –                                    | –                                    | –                                    |                                      |                                      |                                      |                                      |                                      |                                      | 33               | 2                | 0                   | 10                  |
| 1971  | STP March Racing Team              | Alfa Romeo | Andrea de Adamich   | 13                                   | NU                                   | –                                    | –                                    | NU                                   | NS                                   | NU                                   | –                                    | NU                                   | –                                    | 11                                   |                                      |                                      |                                      |                                      |                                      |                                      | 0                | 30               | 0                   | 10                  |
| 1971  | STP March Racing Team              | Alfa Romeo | Nanni Galli         | –                                    | –                                    | NZ                                   | NU                                   | –                                    | –                                    | 12                                   | 12                                   | –                                    | –                                    | –                                    |                                      |                                      |                                      |                                      |                                      |                                      | 0                | 28               | 0                   | 10                  |
| 1971  | Frank Williams Racing Cars         | Ford       | Henri Pescarolo     | 11                                   | NU                                   | 8                                    | NS                                   | NU                                   | 4                                    | NU                                   | 6                                    | NU                                   | NW                                   | NU                                   |                                      |                                      |                                      |                                      |                                      |                                      | (0) 4            | 17               | 33 (34)             | 4                   |
| 1971  | Frank Williams Racing Cars         | Ford       | Max Jean            | –                                    | –                                    | –                                    | –                                    | NS                                   | –                                    | –                                    | –                                    | –                                    | –                                    | –                                    |                                      |                                      |                                      |                                      |                                      |                                      | 0                | NS               | 33 (34)             | 4                   |
| 1971  | Team Gunston                       | Ford       | John Love           | NU                                   | –                                    | –                                    | –                                    | –                                    | –                                    | –                                    | –                                    | –                                    | –                                    | –                                    |                                      |                                      |                                      |                                      |                                      |                                      | 0                | NS               | 33 (34)             | 4                   |
| 1971  | Gene Mason Racing                  | Ford       | Skip Barber         | –                                    | –                                    | NZ                                   | NS                                   | –                                    | –                                    | –                                    | –                                    | –                                    | NU                                   | NS                                   |                                      |                                      |                                      |                                      |                                      |                                      | 0                | NS               | 33 (34)             | 4                   |
| 1971  | Jo Siffert Automobiles             | Ford       | François Mazet      | –                                    | –                                    | –                                    | –                                    | 13                                   | –                                    | –                                    | –                                    | –                                    | –                                    | –                                    |                                      |                                      |                                      |                                      |                                      |                                      | 0                | 32               | 33 (34)             | 4                   |
| 1971  | Clarke-Mordaunt-Guthrie Racing     | Ford       | Mike Beuttler       | –                                    | –                                    | –                                    | –                                    | –                                    | NU                                   | DK                                   | NS                                   | NU                                   | –                                    | –                                    |                                      |                                      |                                      |                                      |                                      |                                      | 0                | NS               | 33 (34)             | 4                   |
| 1971  | Shell Arnold                       | Ford       | Jean-Pierre Jarier  | –                                    | –                                    | –                                    | –                                    | –                                    | –                                    | –                                    | –                                    | NS                                   | –                                    | –                                    |                                      |                                      |                                      |                                      |                                      |                                      | 0                | NS               | 33 (34)             | 4                   |
| 1972  |                                    |            |                     | Argentyna                            |                                      |                                      | Monako                               | Belgia                               | Francja                              | Wielka Brytania                      | Niemcy                               | Austria                              | Włochy                               | Kanada                               | Stany Zjednoczone                    |                                      |                                      |                                      |                                      |                                      | Pkt.             | Msc.             | Pkt.                | Msc.                |
| 1972  | STP March Racing Team              | Ford       | Ronnie Peterson     | 6                                    | 5                                    | NU                                   | 11                                   | 9                                    | 5                                    | 7                                    | 3                                    | 12                                   | 9                                    | DK                                   | 4                                    |                                      |                                      |                                      |                                      |                                      | 12               | 9                | 15                  | 6                   |
| 1972  | STP March Racing Team              | Ford       | Niki Lauda          | 11                                   | 7                                    | NU                                   | 16                                   | 12                                   | NU                                   | 9                                    | NU                                   | 10                                   | 13                                   | DK                                   | NS                                   |                                      |                                      |                                      |                                      |                                      | 0                | 23               | 15                  | 6                   |
| 1972  | Clarke-Mordaunt-Guthrie Racing     | Ford       | Mike Beuttler       | –                                    | –                                    | NZ                                   | 13                                   | NU                                   | NU                                   | 13                                   | 8                                    | NU                                   | 10                                   | NS                                   | 13                                   |                                      |                                      |                                      |                                      |                                      | 0                | 26               | 15                  | 6                   |
| 1972  | Team Williams Motul                | Ford       | Henri Pescarolo     | 8                                    | 11                                   | 11                                   | NU                                   | NS                                   | NW                                   | –                                    | NU                                   | NW                                   | NZ                                   | 13                                   | 14                                   |                                      |                                      |                                      |                                      |                                      | 0                | 27               | 15                  | 6                   |
| 1972  | Team Williams Motul                | Ford       | Carlos Pace         | –                                    | 17                                   | 6                                    | 17                                   | 5                                    | NU                                   | NU                                   | NS                                   | NS                                   | NU                                   | 9                                    | NU                                   |                                      |                                      |                                      |                                      |                                      | 3                | 18               | 15                  | 6                   |
| 1972  | Gene Mason Racing                  | Ford       | Skip Barber         | –                                    | –                                    | –                                    | –                                    | –                                    | –                                    | –                                    | –                                    | –                                    | –                                    | NS                                   | 16                                   |                                      |                                      |                                      |                                      |                                      | 0                | 34               | 15                  | 6                   |
| 1973  |                                    |            |                     | Argentyna                            | Brazylia                             |                                      |                                      | Belgia                               | Monako                               | Szwecja                              | Francja                              | Wielka Brytania                      | Holandia                             | Niemcy                               | Austria                              | Włochy                               | Kanada                               | Stany Zjednoczone                    |                                      |                                      | Pkt.             | Msc.             | Pkt.                | Msc.                |
| 1973  | STP March Racing Team              | Ford       | Jean-Pierre Jarier  | NU                                   | NU                                   | NS                                   | –                                    | NU                                   | NU                                   | NU                                   | NU                                   | –                                    | –                                    | –                                    | –                                    | –                                    | –                                    | –                                    |                                      |                                      | 0                | 31               | 14                  | 5                   |
| 1973  | STP March Racing Team              | Ford       | Henri Pescarolo     | –                                    | –                                    | –                                    | 8                                    | –                                    | –                                    | –                                    | –                                    | –                                    | –                                    | –                                    | –                                    | –                                    | –                                    | –                                    |                                      |                                      | 0                | 25               | 14                  | 5                   |
| 1973  | STP March Racing Team              | Ford       | Roger Williamson    | –                                    | –                                    | –                                    | –                                    | –                                    | –                                    | –                                    | –                                    | NU                                   | NU                                   | –                                    | –                                    | –                                    | –                                    | –                                    |                                      |                                      | 0                | NS               | 14                  | 5                   |
| 1973  | March Racing Team                  | Ford       | Jean-Pierre Jarier  | –                                    | –                                    | –                                    | –                                    | –                                    | –                                    | –                                    | –                                    | –                                    | –                                    | –                                    | NU                                   | –                                    | NS                                   | 11                                   |                                      |                                      | 0                | 31               | 14                  | 5                   |
| 1973  | Clarke-Mordaunt-Guthrie-Durlacher  | Ford       | Mike Beuttler       | 10                                   | NU                                   | NS                                   | 7                                    | 11                                   | NU                                   | 8                                    | –                                    | 11                                   | NU                                   | 16                                   | NU                                   | NU                                   | NU                                   | 10                                   |                                      |                                      | 0                | 23               | 14                  | 5                   |
| 1973  | Team Pierre Robert                 | Ford       | Reine Wisell        | –                                    | –                                    | –                                    | –                                    | –                                    | –                                    | NW                                   | –                                    | –                                    | –                                    | –                                    | –                                    | –                                    | –                                    | –                                    |                                      |                                      | 0                | NS               | 14                  | 5                   |
| 1973  | Clarke-Mordaunt-Guthrie-Durlacher  | Ford       | Reine Wisell        | –                                    | –                                    | –                                    | –                                    | –                                    | –                                    | –                                    | NU                                   | –                                    | –                                    | –                                    | –                                    | –                                    | –                                    | –                                    |                                      |                                      | 0                | NS               | 14                  | 5                   |
| 1973  | Hesketh Racing                     | Ford       | James Hunt          | –                                    | –                                    | –                                    | –                                    | –                                    | NU                                   | –                                    | 6                                    | 4                                    | 3                                    | –                                    | NU                                   | –                                    | 7                                    | 2                                    |                                      |                                      | 14               | 8                | 14                  | 5                   |
| 1973  | LEC Refrigeration Racing           | Ford       | David Purley        | –                                    | –                                    | –                                    | –                                    | NU                                   | –                                    | –                                    | NW                                   | NU                                   | 15                                   | –                                    | 9                                    | –                                    | –                                    | –                                    |                                      |                                      | 0                | 28               | 14                  | 5                   |
| 1974  |                                    |            |                     | Argentyna                            | Brazylia                             |                                      |                                      | Belgia                               | Monako                               | Szwecja                              | Holandia                             | Francja                              | Wielka Brytania                      | Niemcy                               | Austria                              | Włochy                               | Kanada                               | Stany Zjednoczone                    |                                      |                                      | Pkt.             | Msc.             | Pkt.                | Msc.                |
| 1974  | March Engineering                  | Ford       | Hans-Joachim Stuck  | NU                                   | NU                                   | 5                                    | 4                                    | NU                                   | NU                                   | –                                    | NU                                   | NZ                                   | NU                                   | 7                                    | 11                                   | NU                                   | NU                                   | NZ                                   |                                      |                                      | 5                | 16               | 6                   | 9                   |
| 1974  | March Engineering                  | Ford       | Howden Ganley       | 8                                    | NU                                   | –                                    | –                                    | –                                    | –                                    | –                                    | –                                    | –                                    | –                                    | –                                    | –                                    | –                                    | –                                    | –                                    |                                      |                                      | 0                | 26               | 6                   | 9                   |
| 1974  | March Engineering                  | Ford       | Vittorio Brambilla  | –                                    | –                                    | 10                                   | NW                                   | 9                                    | NU                                   | 10                                   | 10                                   | 11                                   | NU                                   | 13                                   | 6                                    | NU                                   | NW                                   | NU                                   |                                      |                                      | 1                | 20               | 6                   | 9                   |
| 1974  | March Engineering                  | Ford       | Reine Wisell        | –                                    | –                                    | –                                    | –                                    | –                                    | –                                    | NU                                   | –                                    | –                                    | –                                    | –                                    | –                                    | –                                    | –                                    | –                                    |                                      |                                      | 0                | NS               | 6                   | 9                   |
| 1974  | Dempster International Racing Team | Ford       | Mike Wilds          | –                                    | –                                    | –                                    | –                                    | –                                    | –                                    | –                                    | –                                    | –                                    | NZ                                   | –                                    | –                                    | –                                    | –                                    | –                                    |                                      |                                      | 0                | 47               | 6                   | 9                   |
| 1974  | Hesketh Racing                     | Ford       | James Hunt          | NU                                   | 9                                    | –                                    | –                                    | –                                    | –                                    | –                                    | –                                    | –                                    | –                                    | –                                    | –                                    | –                                    | –                                    | –                                    |                                      |                                      | 0 (15)           | 8                | 6                   | 9                   |
| 1975  |                                    |            |                     | Argentyna                            | Brazylia                             |                                      |                                      | Monako                               | Belgia                               | Szwecja                              | Holandia                             | Francja                              | Wielka Brytania                      | Niemcy                               | Austria                              | Włochy                               | Stany Zjednoczone                    |                                      |                                      |                                      | Pkt.             | Msc.             | Pkt.                | Msc.                |
| 1975  | Lavazza March                      | Ford       | Lella Lombardi      | –                                    | –                                    | –                                    | 6                                    | NZ                                   | NU                                   | NU                                   | 14                                   | 18                                   | NU                                   | 7                                    | 17                                   | NU                                   | –                                    |                                      |                                      |                                      | 0,5              | 21               | 7,5                 | 8                   |
| 1975  | Lavazza March                      | Ford       | Hans-Joachim Stuck  | –                                    | –                                    | –                                    | –                                    | –                                    | –                                    | –                                    | –                                    | –                                    | NU                                   | NU                                   | NU                                   | NU                                   | 8                                    |                                      |                                      |                                      | 0                | 25               | 7,5                 | 8                   |
| 1975  | Lavazza March                      | Ford       | Vittorio Brambilla  | –                                    | –                                    | –                                    | –                                    | –                                    | –                                    | NU                                   | –                                    | –                                    | –                                    | –                                    | –                                    | –                                    | –                                    |                                      |                                      |                                      | 6,5              | 11               | 7,5                 | 8                   |
| 1975  | Beta Team March                    | Ford       | Vittorio Brambilla  | 9                                    | NU                                   | NU                                   | 5                                    | NU                                   | NU                                   | –                                    | NU                                   | NU                                   | 6                                    | NU                                   | 1                                    | NU                                   | 7                                    |                                      |                                      |                                      | 6,5              | 11               | 7,5                 | 8                   |
| 1975  | March Engineering                  | Ford       | Lella Lombardi      | –                                    | –                                    | NU                                   | –                                    | –                                    | –                                    | –                                    | –                                    | –                                    | –                                    | –                                    | –                                    | –                                    | –                                    |                                      |                                      |                                      | 0,5              | 21               | 7,5                 | 8                   |
| 1975  | Penske Cars                        | Ford       | Mark Donohue        | –                                    | –                                    | –                                    | –                                    | –                                    | –                                    | –                                    | –                                    | –                                    | 5                                    | NU                                   | NW                                   | –                                    | –                                    |                                      |                                      |                                      | 2 (4)            | 15               | 7,5                 | 8                   |
| 1976  |                                    |            |                     | Brazylia                             |                                      | Stany Zjednoczone                    |                                      | Belgia                               | Monako                               | Szwecja                              | Francja                              | Wielka Brytania                      | Niemcy                               | Austria                              | Holandia                             | Włochy                               | Stany Zjednoczone                    | Kanada                               | Japonia                              |                                      | Pkt.             | Msc.             | Pkt.                | Msc.                |
| 1976  | March Engineering                  | Ford       | Ronnie Peterson     | –                                    | NU                                   | –                                    | NU                                   | NU                                   | NU                                   | 7                                    | 19                                   | NU                                   | NU                                   | 6                                    | NU                                   | 1                                    | 9                                    | NU                                   | NU                                   |                                      | 10               | 11               | 19                  | 7                   |
| 1976  | March Racing                       | Ford       | Hans-Joachim Stuck  | 4                                    | 12                                   | –                                    | NU                                   | NU                                   | 4                                    | NU                                   | 7                                    | NU                                   | NU                                   | NU                                   | NU                                   | NU                                   | NU                                   | 5                                    | NU                                   |                                      | 8                | 13               | 19                  | 7                   |
| 1976  | Beta Team March                    | Ford       | Vittorio Brambilla  | NU                                   | 8                                    | NU                                   | NU                                   | NU                                   | NU                                   | 10                                   | NU                                   | NU                                   | NU                                   | NU                                   | 6                                    | 7                                    | 14                                   | NU                                   | NU                                   |                                      | 1                | 19               | 19                  | 7                   |
| 1976  | Lavazza March                      | Ford       | Lella Lombardi      | 14                                   | –                                    | –                                    | –                                    | –                                    | –                                    | –                                    | –                                    | –                                    | –                                    | –                                    | –                                    | –                                    | –                                    | –                                    | –                                    |                                      | 0                | 35               | 19                  | 7                   |
| 1976  | Ovoro Team March                   | Ford       | Arturo Merzario     | –                                    | –                                    | NZ                                   | NU                                   | NU                                   | NZ                                   | 14                                   | 9                                    | NU                                   | –                                    | –                                    | –                                    | –                                    | –                                    | –                                    | –                                    |                                      | 0                | 26               | 19                  | 7                   |
| 1976  | Theodore Racing                    | Ford       | Ronnie Peterson     | –                                    | –                                    | 10                                   | –                                    | –                                    | –                                    | –                                    | –                                    | –                                    | –                                    | –                                    | –                                    | –                                    | –                                    | –                                    | –                                    |                                      | 10               | 11               | 19                  | 7                   |
| 1976  | Theodore Racing                    | Ford       | Hans-Joachim Stuck  | –                                    | –                                    | NU                                   | –                                    | –                                    | –                                    | –                                    | –                                    | –                                    | –                                    | –                                    | –                                    | –                                    | –                                    | –                                    | –                                    |                                      | 8                | 13               | 19                  | 7                   |
| 1976  | Sports Cars of Austria             | Ford       | Karl Oppitzhauser   | –                                    | –                                    | –                                    | –                                    | –                                    | –                                    | –                                    | –                                    | –                                    | –                                    | NW                                   | –                                    | –                                    | –                                    | –                                    | –                                    |                                      | 0                | NS               | 19                  | 7                   |
| 1977  |                                    |            |                     | Argentyna                            | Brazylia                             |                                      | Stany Zjednoczone                    | Hiszpania                            | Monako                               | Belgia                               | Szwecja                              | Francja                              | Wielka Brytania                      | Niemcy                               | Austria                              | Holandia                             | Włochy                               | Stany Zjednoczone                    | Kanada                               | Japonia                              | Pkt.             | Msc.             | Pkt.                | Msc.                |
| 1977  | Hollywood March Racing             | Ford       | Alex Ribeiro        | NU                                   | NU                                   | NU                                   | NU                                   | NZ                                   | NZ                                   | NZ                                   | NZ                                   | NZ                                   | NZ                                   | 8                                    | NZ                                   | 11                                   | NZ                                   | 15                                   | 8                                    | 12                                   | 0                | 27               | 0                   | 13                  |
| 1977  | Team Rothmans International        | Ford       | Ian Scheckter       | NU                                   | NU                                   | –                                    | –                                    | 11                                   | NZ                                   | NU                                   | NU                                   | NS                                   | NU                                   | NU                                   | NU                                   | 10                                   | NU                                   | NU                                   | NU                                   | –                                    | 0                | 33               | 0                   | 13                  |
| 1977  | Team Rothmans International        | Ford       | Hans-Joachim Stuck  | –                                    | –                                    | NU                                   | –                                    | –                                    | –                                    | –                                    | –                                    | –                                    | –                                    | –                                    | –                                    | –                                    | –                                    | –                                    | –                                    | –                                    | 0 (12)           | 11               | 0                   | 13                  |
| 1977  | Team Rothmans International        | Ford       | Brian Henton        | –                                    | –                                    | –                                    | 10                                   | –                                    | –                                    | –                                    | –                                    | –                                    | –                                    | –                                    | –                                    | –                                    | –                                    | –                                    | –                                    | –                                    | 0                | 34               | 0                   | 13                  |
| 1977  | British Formula 1 Racing           | Ford       | Brian Henton        | –                                    | –                                    | –                                    | –                                    | NZ                                   | –                                    | –                                    | –                                    | –                                    | NZ                                   | –                                    | NZ                                   | –                                    | –                                    | –                                    | –                                    | –                                    | 0                | 34               | 0                   | 13                  |
| 1977  | British Formula 1 Racing           | Ford       | Bernard de Dryver   | –                                    | –                                    | –                                    | –                                    | –                                    | –                                    | NZ                                   | –                                    | –                                    | –                                    | –                                    | –                                    | –                                    | –                                    | –                                    | –                                    | –                                    | 0                | 53               | 0                   | 13                  |
| 1977  | Chesterfield Racing                | Ford       | Brett Lunger        | –                                    | –                                    | 14                                   | NU                                   | 10                                   | –                                    | –                                    | –                                    | –                                    | –                                    | –                                    | –                                    | –                                    | –                                    | –                                    | –                                    | –                                    | 0                | 29               | 0                   | 13                  |
| 1977  | RAM Racing                         | Ford       | Andy Sutcliffe      | –                                    | –                                    | –                                    | –                                    | –                                    | –                                    | –                                    | –                                    | –                                    | NPK                                  | –                                    | –                                    | –                                    | –                                    | –                                    | –                                    | –                                    | 0                | NS               | 0                   | 13                  |
| 1977  | RAM Racing/F&S Properties          | Ford       | Boy Hayje           | –                                    | –                                    | NU                                   | –                                    | NZ                                   | NZ                                   | NS                                   | NZ                                   | –                                    | –                                    | –                                    | –                                    | NZ                                   | –                                    | –                                    | –                                    | –                                    | 0                | NS               | 0                   | 13                  |
| 1977  | RAM Racing/F&S Properties          | Ford       | Mikko Kozarowitzky  | –                                    | –                                    | –                                    | –                                    | –                                    | –                                    | –                                    | NZ                                   | –                                    | NPK                                  | –                                    | –                                    | –                                    | –                                    | –                                    | –                                    | –                                    | 0                | NS               | 0                   | 13                  |
| 1977  | RAM Racing/F&S Properties          | Ford       | Michael Bleekemolen | –                                    | –                                    | –                                    | –                                    | –                                    | –                                    | –                                    | –                                    | –                                    | –                                    | –                                    | –                                    | NZ                                   | –                                    | –                                    | –                                    | –                                    | 0                | NS               | 0                   | 13                  |
| 1977  | Williams Grand Prix Engineering    | Ford       | Patrick Nève        | –                                    | –                                    | –                                    | –                                    | 12                                   | –                                    | 10                                   | 15                                   | NZ                                   | 10                                   | NZ                                   | 9                                    | NZ                                   | 7                                    | 18                                   | NU                                   | –                                    | 0                | 23               | 0                   | 13                  |
| 1977  | Team Merzario                      | Ford       | Arturo Merzario     | –                                    | –                                    | –                                    | –                                    | NU                                   | NZ                                   | 14                                   | –                                    | NU                                   | NU                                   | NZ                                   | –                                    | NZ                                   | –                                    | –                                    | –                                    | –                                    | 0                | 41               | 0                   | 13                  |
| 1978  |                                    |            |                     | Argentyna                            | Brazylia                             |                                      | Stany Zjednoczone                    | Monako                               | Belgia                               | Hiszpania                            | Szwecja                              | Francja                              | Wielka Brytania                      | Niemcy                               | Austria                              | Holandia                             | Włochy                               | Stany Zjednoczone                    | Kanada                               |                                      | Pkt.             | Msc.             | Pkt.                | Msc.                |
| 1978  | Patrick Nève                       | Ford       | Patrick Nève        | –                                    | –                                    | –                                    | –                                    | –                                    | NPK                                  | –                                    | –                                    | –                                    | –                                    | –                                    | –                                    | –                                    | –                                    | –                                    | –                                    |                                      | 0                | NS               | 0                   | NS                  |
| 1981  |                                    |            |                     | Stany Zjednoczone                    | Brazylia                             | Argentyna                            | San Marino                           | Belgia                               | Monako                               | Hiszpania                            | Francja                              | Wielka Brytania                      | Niemcy                               | Austria                              | Holandia                             | Włochy                               | Kanada                               | Stany Zjednoczone                    |                                      |                                      | Pkt.             | Msc.             | Pkt.                | Msc.                |
| 1981  | March Grand Prix Team              | Ford       | Eliseo Salazar      | NZ                                   | NZ                                   | NZ                                   | NU                                   | NZ                                   | NPK                                  | –                                    | –                                    | –                                    | –                                    | –                                    | –                                    | –                                    | –                                    | –                                    |                                      |                                      | (0) 1            | 18               | 0                   | 14                  |
| 1981  | March Grand Prix Team              | Ford       | Derek Daly          | NZ                                   | NZ                                   | NZ                                   | NZ                                   | NZ                                   | NPK                                  | 16                                   | NU                                   | 7                                    | NU                                   | 11                                   | NU                                   | NU                                   | 8                                    | NZ                                   |                                      |                                      | 0                | 23               | 0                   | 14                  |
| 1982  |                                    |            |                     |                                      | Brazylia                             | Stany Zjednoczone                    | San Marino                           | Belgia                               | Monako                               | Stany Zjednoczone                    | Kanada                               | Holandia                             | Wielka Brytania                      | Francja                              |                                      | Austria                              | Szwajcaria                           | Włochy                               | Stany Zjednoczone                    |                                      | Pkt.             | Msc.             | Pkt.                | Msc.                |
| 1982  | March Grand Prix Team              | Ford       | Raúl Boesel         | 15                                   | –                                    | –                                    | –                                    | –                                    | –                                    | –                                    | –                                    | –                                    | –                                    | –                                    | –                                    | –                                    | –                                    | –                                    | –                                    |                                      | 0                | 30               | 0                   | 15                  |
| 1982  | March Grand Prix Team              | Ford       | Jochen Mass         | 12                                   | –                                    | –                                    | –                                    | –                                    | –                                    | –                                    | –                                    | –                                    | –                                    | –                                    | –                                    | –                                    | –                                    | –                                    | –                                    |                                      | 0                | 28               | 0                   | 15                  |
| 1982  | Rothmans March Grand Prix Team     | Ford       | Raúl Boesel         | –                                    | NU                                   | 9                                    | –                                    | 8                                    | NPK                                  | NU                                   | NU                                   | NU                                   | NZ                                   | NZ                                   | NU                                   | NZ                                   | NU                                   | NZ                                   | 13                                   |                                      | 0                | 30               | 0                   | 15                  |
| 1982  | Rothmans March Grand Prix Team     | Ford       | Jochen Mass         | –                                    | 8                                    | 8                                    | –                                    | NU                                   | NZ                                   | 7                                    | 11                                   | NU                                   | 10                                   | NU                                   | –                                    | –                                    | –                                    | –                                    | –                                    |                                      | 0                | 28               | 0                   | 15                  |
| 1982  | Rothmans March Grand Prix Team     | Ford       | Rupert Keegan       | –                                    | –                                    | –                                    | –                                    | –                                    | –                                    | –                                    | –                                    | –                                    | –                                    | –                                    | NZ                                   | NU                                   | NU                                   | NZ                                   | 12                                   |                                      | 0                | 33               | 0                   | 15                  |
| 1982  | LBT Team March                     | Ford       | Emilio de Villota   | –                                    | –                                    | –                                    | –                                    | NPK                                  | NPK                                  | NZ                                   | NZ                                   | NPK                                  | –                                    | –                                    | –                                    | –                                    | –                                    | –                                    | –                                    |                                      | 0                | NS               | 0                   | 15                  |
| 1987  |                                    |            |                     | Brazylia                             | San Marino                           | Belgia                               | Monako                               | Stany Zjednoczone                    | Francja                              | Wielka Brytania                      | Niemcy                               |                                      | Austria                              | Włochy                               | Portugalia                           | Hiszpania                            | Meksyk                               | Japonia                              | Australia                            |                                      | Pkt.             | Msc.             | Pkt.                | Msc.                |
| 1987  | Leyton House March Racing Team     | Ford       | Ivan Capelli        | NW                                   | NU                                   | NU                                   | 6                                    | NU                                   | NU                                   | NU                                   | NU                                   | 10                                   | 11                                   | 13                                   | 9                                    | 12                                   | NU                                   | NU                                   | NU                                   |                                      | 1                | 19               | 1                   | 13                  |
| 1988  |                                    |            |                     | Brazylia                             | San Marino                           | Monako                               | Meksyk                               | Kanada                               | Stany Zjednoczone                    | Francja                              | Wielka Brytania                      | Niemcy                               | Węgry                                | Belgia                               | Włochy                               | Portugalia                           | Hiszpania                            | Japonia                              | Australia                            |                                      | Pkt.             | Msc.             | Pkt.                | Msc.                |
| 1988  | Leyton House March Racing Team     | Judd       | Ivan Capelli        | NU                                   | NU                                   | 10                                   | 16                                   | 5                                    | NW                                   | 9                                    | NU                                   | 5                                    | NU                                   | 3                                    | 5                                    | 2                                    | NU                                   | NU                                   | 6                                    |                                      | 17               | 7                | 22                  | 6                   |
| 1988  | Leyton House March Racing Team     | Judd       | Maurício Gugelmin   | NU                                   | 15                                   | NU                                   | NU                                   | NU                                   | NU                                   | 8                                    | 4                                    | 8                                    | 5                                    | NU                                   | 8                                    | NU                                   | 7                                    | 10                                   | NU                                   |                                      | 5                | 13               | 22                  | 6                   |
| 1989  |                                    |            |                     | Brazylia                             | San Marino                           | Monako                               | Meksyk                               | Stany Zjednoczone                    | Kanada                               | Francja                              | Wielka Brytania                      | Niemcy                               | Węgry                                | Belgia                               | Włochy                               | Portugalia                           | Hiszpania                            | Japonia                              | Australia                            |                                      | Pkt.             | Msc.             | Pkt.                | Msc.                |
| 1989  | Leyton House March Racing Team     | Judd       | Ivan Capelli        | NU                                   | NU                                   | 11                                   | NU                                   | NU                                   | NU                                   | NU                                   | NU                                   | NU                                   | NU                                   | 12                                   | NU                                   | NU                                   | NU                                   | NU                                   | NU                                   |                                      | 0                | 30               | 4                   | 12                  |
| 1989  | Leyton House March Racing Team     | Judd       | Maurício Gugelmin   | 3                                    | NU                                   | NU                                   | NZ                                   | NU                                   | NU                                   | NS                                   | NU                                   | NU                                   | NU                                   | 7                                    | NU                                   | 10                                   | NU                                   | 7                                    | 7                                    |                                      | 4                | 16               | 4                   | 12                  |
| 1992  |                                    |            |                     |                                      | Meksyk                               | Brazylia                             | Hiszpania                            | San Marino                           | Monako                               | Kanada                               | Francja                              | Wielka Brytania                      | Niemcy                               | Węgry                                | Belgia                               | Włochy                               | Portugalia                           | Japonia                              | Australia                            |                                      | Pkt.             | Msc.             | Pkt.                | Msc.                |
| 1992  | March F1                           | Ilmor      | Paul Belmondo       | NZ                                   | NZ                                   | NZ                                   | 12                                   | 13                                   | NZ                                   | 14                                   | NZ                                   | NZ                                   | 13                                   | 9                                    | –                                    | –                                    | –                                    | –                                    | –                                    |                                      | 0                | 26               | 3                   | 9                   |
| 1992  | March F1                           | Ilmor      | Karl Wendlinger     | NU                                   | NU                                   | NU                                   | 8                                    | 12                                   | NU                                   | 4                                    | NU                                   | NU                                   | 16                                   | NU                                   | 11                                   | 10                                   | NU                                   | –                                    | –                                    |                                      | 3                | 12               | 3                   | 9                   |
| 1992  | March F1                           | Ilmor      | Emanuele Naspetti   | –                                    | –                                    | –                                    | –                                    | –                                    | –                                    | –                                    | –                                    | –                                    | –                                    | –                                    | 12                                   | NU                                   | 11                                   | 13                                   | NU                                   |                                      | 0                | 28               | 3                   | 9                   |
| 1992  | March F1                           | Ilmor      | Jan Lammers         | –                                    | –                                    | –                                    | –                                    | –                                    | –                                    | –                                    | –                                    | –                                    | –                                    | –                                    | –                                    | –                                    | –                                    | NU                                   | 12                                   |                                      | 0                | 31               | 3                   | 9                   |

## Podsumowanie
| Ważne wyścigi                 | Ważne wyścigi                                                                                      |
| ----------------------------- | -------------------------------------------------------------------------------------------------- |
| Debiut                        | Grand Prix RPA 1970 ( Chris Amon, Jo Siffert, Jackie Stewart, Johnny Servoz-Gavin, Mario Andretti) |
| Pierwsze pole position        | Grand Prix RPA 1970 ( Jackie Stewart)                                                              |
| Pierwsze punkty               | Grand Prix RPA 1970 ( Jackie Stewart)                                                              |
| Pierwsze podium               | Grand Prix RPA 1970 ( Jackie Stewart)                                                              |
| Pierwsze najszybsze okrążenie | Grand Prix Belgii 1970 ( Chris Amon)                                                               |
| Pierwsze zwycięstwo           | Grand Prix Hiszpanii 1970 ( Jackie Stewart)                                                        |
| Ostatni                       | Grand Prix Australii 1992 ( Emanuele Naspetti, Jan Lammers)                                        |
| Najwyższe pozycje             | |
| Kwalifikacje                  | 1                                                                                                  |
| Wyścig                        | 1                                                                                                  |

## Statystyki
Źródła: Stats F1, ChicaneF1
Pierwsza tabela obejmuje zespół fabryczny, druga – pozostałe zespoły, które korzystały z samochodów March.

### Zespół March
| Sezon | Zespół                                                                        | Konstruktor | Zgłoszenia | GP  | PKT     | P. | P1 | P2 | P3 | Punkt. | PP | NO | NS | DK | NZ |
| --- | ----------------------------------------------------------------------------- | ----------- | ---------- | --- | ------- | -- | -- | -- | -- | ------ | -- | -- | -- | -- | -- |
| 1970 | March Engineering                                                             | March       | 26         | 13  | 23      | 3  | -  | 2  | 1  | 6      | -  | 1  | -  | -  | 1  |
| 1971 | STP March Racing Team                                                         | March       | 34         | 11  | 29 (30) | 4  | -  | 4  | 1  | 7      | -  | -  | 3  | -  | 2  |
| 1972 | STP March Racing Team                                                         | March       | 24         | 12  | 9       | 6  | -  | -  | 1  | 5      | -  | -  | 1  | 1  | -  |
| 1973 | STP March Racing Team March Racing Team                                       | March       | 13         | 13  | 0       | 5  | -  | -  | -  | -      | -  | -  | 2  | -  | -  |
| 1974 | March Engineering                                                             | March       | 15         | 15  | 6       | 9  | -  | -  | -  | 3      | -  | -  | -  | -  | 3  |
| 1975 | Lavazza March Beta Team March March Engineering                               | March       | 30         | 14  | 5,5     | 8  | 1  | -  | -  | 4      | 1  | -  | -  | -  | 1  |
| 1976 | March Engineering March Racing Beta Team March Lavazza March Ovoro Team March | March       | 53         | 16  | 19      | 7  | 1  | -  | -  | 6      | 1  | 1  | -  | -  | 2  |
| 1977 | Hollywood March Racing Team Rothmans International                            | March       | 33         | 17  | -       | 13 | -  | -  | -  | -      | -  | -  | -  | -  | 8  |
| 1981 | March Grand Prix Team                                                         | March       | 21         | 15  | -       | 14 | -  | -  | -  | -      | -  | -  | -  | -  | 12 |
| 1982 | March Grand Prix Team Rothmans March Grand Prix Team LBT Team March           | March       | 37         | 16  | -       | 15 | -  | -  | -  | -      | -  | -  | -  | -  | 13 |
| 1987 | March Grand Prix Team                                                         | March       | 16         | 16  | 1       | 13 | -  | -  | -  | 1      | -  | -  | -  | -  | -  |
| 1988 | March Grand Prix Team                                                         | March       | 32         | 16  | 22      | 6  | -  | 1  | 1  | 8      | -  | -  | -  | -  | -  |
| 1989 | March Grand Prix Team                                                         | March       | 32         | 16  | 4       | 12 | -  | -  | 1  | 1      | -  | 1  | 1  | -  | 1  |
| 1992 | March F1                                                                      | March       | 32         | 16  | 3       | 9  | -  | -  | -  | 1      | -  | -  | -  | -  | 6  |
| Razem | 13                                                                            | 1           | 398        | 206 | 121,5   | 3  | 2  | 7  | 5  | 42     | 2  | 3  | 7  | 1  | 49 |
| Sezon | Zespół                                                                        | Konstruktor | Zgłoszenia | GP  | PKT     | P. | P1 | P2 | P3 | Punkt. | PP | NO | NS | DK | NZ |
| Zgłoszenia - starty wszystkich samochodów; GP - zaliczone Grand Prix; P. - pozycja końcowa; P1, P2, P3 - pozycje na podium; Punkt. - punktował; PP - pole position; NO - najszybsze okrążenia; NS - niesklasyfikowany; DK - dyskwalifikacje; NZ - nie zakwalifikował się |                                                                               |             |            |     |         |    |    |    |    |        |    |    |    |    |    |

### Pozostałe zespoły
| Sezon | Zespół | Konstruktor | Zgłoszenia | GP | PKT | P. | P1 | P2 | P3 | Punkt. | PP | NO | NS | DK | NZ |
| --- | --- | ----------- | ---------- | -- | --- | -- | -- | -- | -- | ------ | -- | -- | -- | -- | -- |
| 1970 | Tyrrell Racing Organisation STP Corporation Antique Automobiles Racing Team Colin Crabbe Racing Hubert Hahne                    | March       | 22         | 13 | 32  | 3  | 1  | 2  | 2  | 7      | 3  | -  | 2  | -  | 2  |
| 1971 | Frank Williams Racing Cars Team Gunston Gene Mason Racing Jo Siffert Automobiles Clarke-Mordaunt-Guthrie Racing Shell Arnold    | March       | 23         | 11 | 4   | 4  | -  | -  | -  | 2      | -  | 1  | 6  | 1  | 1  |
| 1972 | Clarke-Mordaunt-Guthrie Racing Team Williams Motul Gene Mason Racing                                                            | March       | 34         | 12 | 2   | 6  | -  | -  | -  | 2      | -  | -  | 5  | -  | 2  |
| 1973 | Clarke-Mordaunt-Guthrie-Durlacher Team Pierre Robert Hesketh Racing LEC Refrigeration Racing                                    | March       | 28         | 15 | 14  | 5  | -  | 1  | 1  | 4      | -  | 1  | 1  | -  | -  |
| 1974 | Dempster International Racing Team Hesketh Racing                                                                               | March       | 3          | 3  | -   | 9  | -  | -  | -  | -      | -  | -  | -  | -  | 1  |
| 1975 | Penske Cars | March       | 3          | 3  | 2   | 8  | -  | -  | -  | 1      | -  | -  | -  | -  | -  |
| 1976 | Theodore Racing Sports Cars of Austria                                                                                          | March       | 3          | 2  | -   | 7  | -  | -  | -  | -      | -  | -  | -  | -  | -  |
| 1977 | British Formula 1 Racing Chesterfield Racing RAM Racing RAM Racing/F&S Properties Williams Grand Prix Engineering Team Merzario | March       | 35         | 16 | -   | 13 | -  | -  | -  | -      | -  | -  | 2  | -  | 19 |
| 1978 | Patrick Nève | March       | 1          | 1  | -   | NS | -  | -  | -  | -      | -  | -  | -  | -  | 1  |
| Razem | 27 | 1           | 151        | 75 | 54  | 3  | 1  | 3  | 3  | 16     | 3  | 2  | 16 | 1  | 26 |
| Sezon | Zespół | Konstruktor | Zgłoszenia | GP | PKT | P. | P1 | P2 | P3 | Punkt. | PP | NO | NS | DK | NZ |
| Zgłoszenia - starty wszystkich samochodów; GP - zaliczone Grand Prix; P. - pozycja końcowa; P1, P2, P3 - pozycje na podium; Punkt. - punktował; PP - pole position; NO - najszybsze okrążenia; NS - niesklasyfikowany; DK - dyskwalifikacje; NZ - nie zakwalifikował się | |             |            |    |     |    |    |    |    |        |    |    |    |    |    |

## Informacje techniczne
Źródła: All Formula One Info, ChicaneF1, Wyprzedź Mnie!
Bolidy March w latach 1970–1987 były napędzane przez silniki Ford Cosworth, w 1971 roku silniki był dostarczane także przez Alfa Romeo. W 1988 i 1989 roku silniki dostarczała firma Judd a w 1992 Ilmor. Opony w latach 1970–1971 dostarczała firma Firestone, w latach 1972–1977 i 1987–1992 była to firma Goodyear, w 1981 roku opony były dostarczane przez Michelin i Avon Rubber a w 1982 przez Pirelli, Avon Rubber oraz Michelin.
| Sezon | Zespół | Podwozie                                  | Silnik (Typ)                               | Opony                        |
| ----- | --- | ----------------------------------------- | ------------------------------------------ | ---------------------------- |
| 1970  | March Engineering Tyrrell Racing Organisation STP Corporation Antique Automobiles Racing Team Colin Crabbe Racing Hubert Hahne                                                     | March 701                                 | Ford Cosworth DFV 3.0 V8                   | Firestone Dunlop Goodyear    |
| 1971  | STP March Racing Team Frank Williams Racing Cars Team Gunston Gene Mason Racing Jo Siffert Automobiles Clarke-Mordaunt-Guthrie Racing Shell Arnold                                 | March 701 March 711                       | Ford Cosworth DFV 3.0 V8 Alfa Romeo 3.0 V8 | Firestone Goodyear           |
| 1972  | STP March Racing Team Clarke-Mordaunt-Guthrie Racing Team Williams Motul Gene Mason Racing                                                                                         | March 711 March 721 March 721G March 721X | Ford Cosworth DFV 3.0 V8                   | Firestone Goodyear           |
| 1973  | STP March Racing Team March Racing Team Clarke-Mordaunt-Guthrie-Durlacher Team Pierre Robert Hesketh Racing LEC Refrigeration Racing                                               | March 721G March 721G/731 March 731       | Ford Cosworth DFV 3.0 V8                   | Firestone Goodyear           |
| 1974  | March Racing Team Dempster International Racing Team Hesketh Racing | March 731 March 741                       | Ford Cosworth DFV 3.0 V8                   | Firestone Goodyear           |
| 1975  | Lavazza March Beta Team March March Engineering Penske Cars | March 741 March 751                       | Ford Cosworth DFV 3.0 V8                   | Goodyear                     |
| 1976  | March Engineering March Racing Beta Team March Lavazza March Ovoro Team March Theodore Racing Sports Cars of Austria                                                               | March 761                                 | Ford Cosworth DFV 3.0 V8                   | Goodyear                     |
| 1977  | Hollywood March Racing Team Rothmans International British Formula 1 Racing Chesterfield Racing RAM Racing RAM Racing/F&S Properties Williams Grand Prix Engineering Team Merzario | March 761 March 761B March 771            | Ford Cosworth DFV 3.0 V8                   | Goodyear                     |
| 1978  | Patrick Nève | March 781S                                | Ford Cosworth DFV 3.0 V8                   | Goodyear                     |
| 1981  | March Grand Prix Team | March 811                                 | Ford Cosworth DFV 3.0 V8                   | Michelin Avon Rubber         |
| 1982  | March Grand Prix Team Rothmans March Grand Prix Team LBT Team March | March 821                                 | Ford Cosworth DFV 3.0 V8                   | Pirelli Avon Rubber Michelin |
| 1987  | March Grand Prix Team | March 871 March 87P                       | Ford Cosworth DFZ 3.5 V8                   | Goodyear                     |
| 1988  | March Grand Prix Team | March 881                                 | Judd 3.5 V8                                | Goodyear                     |
| 1989  | March Grand Prix Team | March 881 March CG891                     | Judd 3.5 V8                                | Goodyear                     |
| 1992  | March F1 | March CG911                               | Ilmor 3.5 V10                              | Goodyear                     |
| Razem | 40 | 20                                        | 4                                          | 6                            |
| Sezon | Zespół | Podwozie                                  | Silnik (Typ)                               | Opony                        |

## Kierowcy
Źródło: ChicaneF1
Najwięcej wyścigów w barwach March zaliczył Ronnie Peterson – w latach 1970–1972 i 1976 uczestniczył w 47 wyścigach.
|     | Kierowca            | Sezony                 | Starty | PP | Wygrane | MŚ | Zespół                                                                        |
| --- | ------------------- | ---------------------- | ------ | -- | ------- | -- | ----------------------------------------------------------------------------- |
| AUS | Chris Amon          | 1970                   | 13     | 0  | 0       |    | fabryczny                                                                     |
| CHE | Jo Siffert          | 1970                   | 13     | 0  | 0       |    | fabryczny                                                                     |
| GBR | Jackie Stewart      | 1970                   | 10     | 3  | 1       |    | Tyrrell Racing Organisation                                                   |
| FRA | Johnny Servoz-Gavin | 1970                   | 3      | 0  | 0       |    | Tyrrell Racing Organisation                                                   |
| FRA | François Cevert     | 1970                   | 9      | 0  | 0       |    | Tyrrell Racing Organisation                                                   |
| USA | Mario Andretti      | 1970                   | 5      | 0  | 0       |    | STP Corporation                                                               |
| SWE | Ronnie Peterson     | 1970, 1971, 1972, 1976 | 47     | 1  | 1       |    | Antique Automobiles Racing Team Colin Crabbe Racing fabryczny Theodore Racing |
| DEU | Hubert Hahne        | 1970                   | 1      | 0  | 0       |    | Hubert Hahne                                                                  |
| ESP | Alex Soler-Roig     | 1971                   | 5      | 0  | 0       |    | fabryczny                                                                     |
| ITA | Nanni Galli         | 1971                   | 8      | 0  | 0       |    | fabryczny                                                                     |
| AUT | Niki Lauda          | 1971, 1972             | 13     | 0  | 0       |    | fabryczny                                                                     |
| FRA | Jean-Pierre Jarier  | 1971, 1973             | 11     | 0  | 0       |    | Shell Arnold fabryczny                                                        |
| GBR | Mike Beuttler       | 1971, 1972, 1973       | 29     | 0  | 0       |    | fabryczny Clarke-Mordaunt-Guthrie Racing Clarke-Mordaunt-Guthrie-Durlacher    |
| ITA | Andrea de Adamich   | 1971                   | 7      | 0  | 0       |    | fabryczny                                                                     |
| FRA | Henri Pescarolo     | 1971, 1972, 1973       | 20     | 0  | 0       |    | Frank Williams Racing Cars Team Williams Motul fabryczny                      |
| FRA | Max Jean            | 1971                   | 1      | 0  | 0       |    | Frank Williams Racing Cars                                                    |
| RHO | John Love           | 1971                   | 1      | 0  | 0       |    | Team Gunston                                                                  |
| USA | Skip Barber         | 1971, 1972             | 6      | 0  | 0       |    | Gene Mason Racing                                                             |
| FRA | François Mazet      | 1971                   | 1      | 0  | 0       |    | Jo Siffert Automobiles                                                        |
| BRA | Carlos Pace         | 1972                   | 11     | 0  | 0       |    | Team Williams Motul                                                           |
| GBR | Roger Williamson    | 1973                   | 2      | 0  | 0       |    | fabryczny                                                                     |
| SWE | Reine Wisell        | 1973, 1974             | 2      | 0  | 0       |    | Team Pierre Robert Clarke-Mordaunt-Guthrie-Durlacher fabryczny                |
| GBR | James Hunt          | 1973, 1974             | 9      | 0  | 0       |    | Hesketh Racing                                                                |
| GBR | David Purley        | 1973                   | 4      | 0  | 0       |    | LEC Refrigeration Racing                                                      |
| DEU | Hans-Joachim Stuck  | 1974, 1975, 1976, 1977 | 36     | 0  | 0       |    | fabryczny Theodore Racing Team Rothmans International                         |
| NZL | Howden Ganley       | 1974                   | 2      | 0  | 0       |    | fabryczny                                                                     |
| ITA | Vittorio Brambilla  | 1974, 1975, 1976       | 41     | 1  | 1       |    | fabryczny                                                                     |
| GBR | Mike Wilds          | 1974                   | 1      | 0  | 0       |    | Dempster International Racing Team                                            |
| ITA | Lella Lombardi      | 1975, 1976             | 12     | 0  | 0       |    | fabryczny                                                                     |
| USA | Mark Donohue        | 1975                   | 2      | 0  | 0       |    | Penske Cars                                                                   |
| ITA | Arturo Merzario     | 1976, 1977             | 14     | 0  | 0       |    | fabryczny Team Merzario                                                       |
| AUT | Karl Oppitzhauser   | 1976                   | 0      | 0  | 0       |    | Sports Cars of Austria                                                        |
| BRA | Alex Ribeiro        | 1977                   | 17     | 0  | 0       |    | fabryczny                                                                     |
| ZAF | Ian Scheckter       | 1977                   | 14     | 0  | 0       |    | fabryczny                                                                     |
| GBR | Brian Henton        | 1977                   | 4      | 0  | 0       |    | fabryczny British Formula 1 Racing                                            |
| BEL | Bernard de Dryver   | 1977                   | 1      | 0  | 0       |    | British Formula 1 Racing                                                      |
| USA | Brett Lunger        | 1977                   | 3      | 0  | 0       |    | Chesterfield Racing                                                           |
| GBR | Andy Sutcliffe      | 1977                   | 1      | 0  | 0       |    | RAM Racing                                                                    |
| NLD | Boy Hayje           | 1977                   | 6      | 0  | 0       |    | RAM Racing/F&S Properties                                                     |
| FIN | Mikko Kozarowitzky  | 1977                   | 2      | 0  | 0       |    | RAM Racing/F&S Properties                                                     |
| NLD | Michael Bleekemolen | 1977                   | 1      | 0  | 0       |    | RAM Racing/F&S Properties                                                     |
| BEL | Patrick Nève        | 1977, 1978             | 12     | 0  | 0       |    | Williams Grand Prix Engineering Patrick Nève                                  |
| CHL | Eliseo Salazar      | 1981                   | 6      | 0  | 0       |    | fabryczny                                                                     |
| IRL | Derek Daly          | 1981                   | 15     | 0  | 0       |    | fabryczny                                                                     |
| BRA | Raúl Boesel         | 1982                   | 15     | 0  | 0       |    | fabryczny                                                                     |
| DEU | Jochen Mass         | 1982                   | 10     | 0  | 0       |    | fabryczny                                                                     |
| GBR | Rupert Keegan       | 1982                   | 5      | 0  | 0       |    | fabryczny                                                                     |
| ESP | Emilio de Villota   | 1982                   | 5      | 0  | 0       |    | fabryczny                                                                     |
| ITA | Ivan Capelli        | 1987, 1988, 1989       | 46     | 0  | 0       |    | fabryczny                                                                     |
| BRA | Maurício Gugelmin   | 1988, 1989             | 32     | 0  | 0       |    | fabryczny                                                                     |
| FRA | Paul Belmondo       | 1992                   | 11     | 0  | 0       |    | fabryczny                                                                     |
| AUT | Karl Wendlinger     | 1992                   | 14     | 0  | 0       |    | fabryczny                                                                     |
| ITA | Emanuele Naspetti   | 1992                   | 5      | 0  | 0       |    | fabryczny                                                                     |
| NLD | Jan Lammers         | 1992                   | 2      | 0  | 0       |    | fabryczny                                                                     |